# Patates a la riojana

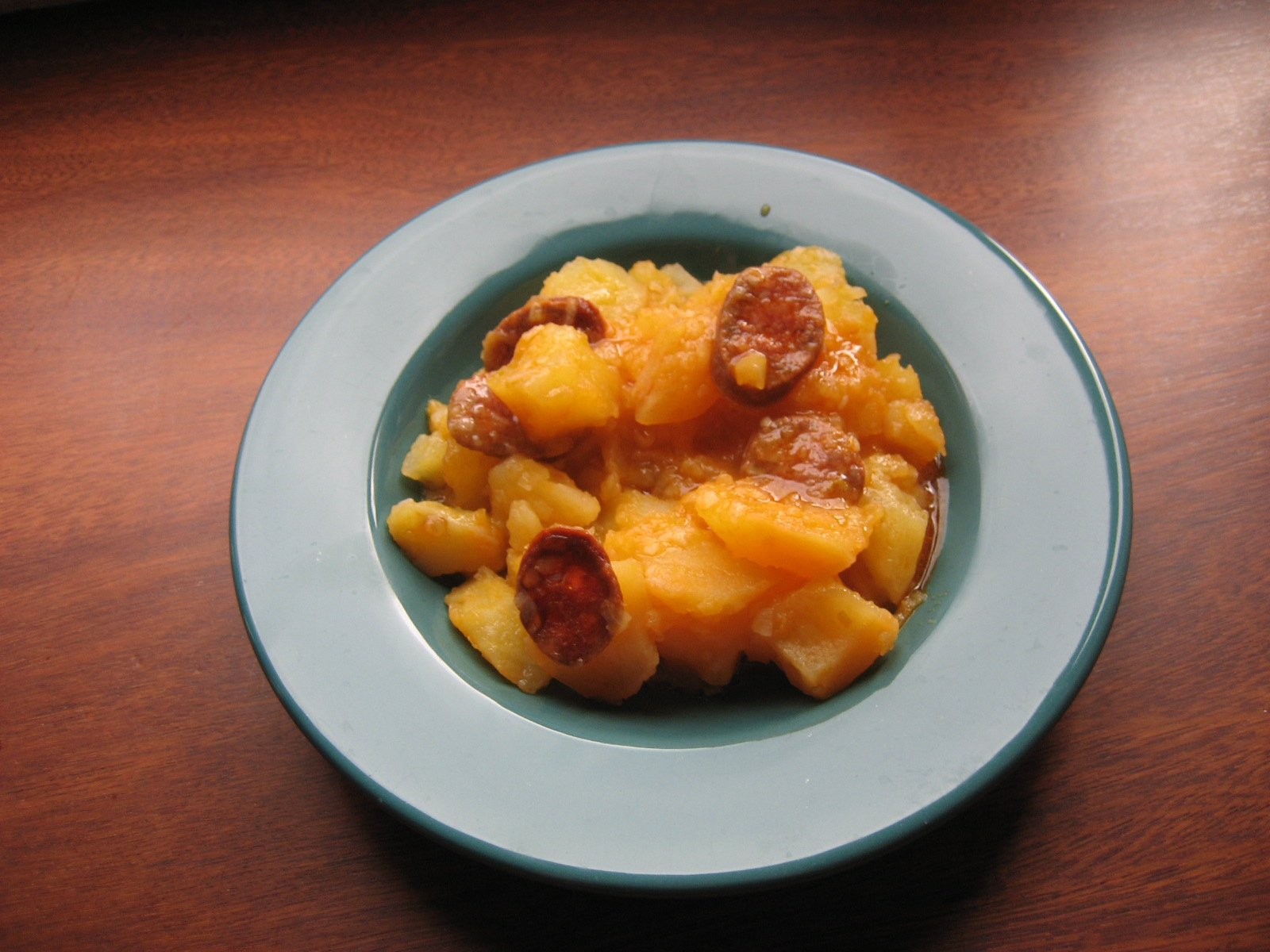
Una altra versió del mateix plat

Les  patates a la riojana  o  patates amb xoriço  són un primer plat típic i originari de La Rioja i de la comarca basca de la Rioja Alabesa (Espanya), encara que el seu consum s'ha estès a les regions properes i a la resta de la península.
Es prepara principalment amb patates, xoriço de cuinar, pebrots choricers, pebre vermell i llorer. Una dada curiosa per a la seva bona elaboració és que les patates s'han de trencar perquè deixin anar la fècula i engreixin així la salsa.
El ranxo o calderete té una elaboració molt similar però incorpora carn de conill, porc o xai. La forma tradicional d'elaboració és al camp, amb foc de llenya.